# كويلة مهملة
كويلة مهملة (الاسم العلمي: Coilia neglecta) (بالإنجليزية: Neglected grenadier anchovy)‏ هي نوع من الأسماك تتبع جنس الكويلة من الفصيلة البلمية.